# Ernesto Santana
Ernesto Santana Zaldívar (Puerto Padre, 22 de mayo de 1958) es un escritor cubano ganador del Premio Alejo Carpentier del 2002. También  fue ganador del Premio Franz Kafka de novelas de gaveta 2010. Realizó estudios pedagógicos en español y literatura. Trabajó como asesor en talleres literarios para aficionados y como escritor radial. Desde 2011 colabora como periodista en la página de Cubanet.

## Biografía
Nació en  Puerto Padre, Las Tunas, Cuba. 22 de mayo de 1958. Realizó estudios pedagógicos en español y literatura. Trabajó como asesor en talleres literarios para aficionados y como escritor radial. Desde 2011 colabora como periodista en la página de Cubanet.
Aunque ha escrito principalmente cuentos, publicó en 2002 la novela Ave y nada, que forma parte de una historia mayor, repartida en varias novelas cuya base es la ciudadela Urbach, una especie de falansterio fundado por una comunidad de personas a principios del siglo XX, pero en la época en que transcurre Ave y nada, 1986, todo aquello ya es algo remoto. De manera que el concepto de lo marginal está dado aquí desde varios planos. Primeramente desde el punto de vista arquitectónico. Una ciudadela ya entraña lo marginal en sí misma: es una construcción que, en su origen, era otra cosa y ha degenerado en ciudadela porque sus dueños y primeros pobladores la han abandonado.
Tanto en sus novelas como en sus cuentos explora un realismo que intenta ir más allá de una descripción directa de la realidad y se interna en lo onírico y en lo fantástico.
Premio Alejo Carpentier de 2002 (novela, Cuba). Premio Franz Kafka Novelas de gaveta 2010 (novela, República Checa).

## Obras publicadas

### Novelas
- Ave y nada, novela (Ed. Letras Cubanas, La Habana, 2002 / Ed. Atom Press, USA, 2010).
- El carnaval y los muertos, novela (Ed. Agite/Fra, Praga, República Checa, 2010).

### Libros de cuentos
- Nudos en el pañuelo, cuentos (Ed. Abril, La Habana, 1993).
- Mariposas nocturnas, cuentos (Ed. Extramuros, La Habana, 1999).
- Bestiario pánico, cuentos (Ed. Abril, La Habana, 1996).
- Cuando cruces los blancos archipiélagos, cuentos (Ed. Algaida, Cádiz, España, 2003 / Ed. Atom Press, USA, 2010).
- La venenosa flor del arzadú, cuentos (Ed. Atom Press, USA, 2010).

### Poesía
- Escorpión en el mapa, poesía (Ed. Arlequín, Guadalajara, México, 1998 / Ed. Atom Press, USA, 2010).

### Otros libros
- Los Olmecas, el pueblo del jaguar (Ed. Gente Nueva, La Habana, 2010).

### Publicaciones en revistas
- Espiga (Matanzas, Cuba), Yumurí (Matanzas, Cuba), El Caimán Barbudo (La Habana), La Gaceta de Cuba (La Habana), Catálogo de Letras (Miami, USA), Revolución y Cultura (La Habana), Diáspora(s) (La Habana), Crítica (Puebla, México), Unión (La Habana), Naranja Dulce (La Habana), Éxito (Chicago, USA), Contratiempo (Chicago, USA), Revista de Letras Cubanas (La Habana), Azoteas (La Habana), Michigan Quarterly Review (Míchigan, USA), Casa de las Américas (La Habana), Revista Chichimeca (Universidad de Sevilla, España), Bifronte (Holguín, Cuba), Consenso (La Habana), Voces (La Habana), Vagant (Noruega).

### Publicaciones en antologías de cuentos
- Los muchachos se divierten (Ed. Abril, La Habana, 1989), Puentes a Cuba (The University of Michigan Press, Michigan, USA, 1995), Doce nudos en el pañuelo (Ed. Mucuglifo, Mérida, Venezuela, 1995), Fábula de ángeles (Ed. Letras Cubanas, La Habana, 1996), Toda esa gente solitaria (Madrid, España, 1996), Jóvenes narradores hacia el año 2000 (Ed. Letras Cubanas, La Habana, 1997), El perverso ojo cubano (Buenos Aires, 1999), El ánfora del diablo (Ed. Letra Negra, Guatemala, 2001), Proyecto Lavapiés (Ed. Lavapiés, Madrid, España, 2001).

## Premios
- 2002, Premio Alejo Carpentier de novela (Cuba).
- 2010, Premio Franz Kafka Novelas de gaveta (novela, República Checa).